# John Doyle (físico)
John Morrissey Doyle es un físico estadounidense que trabaja en el campo de la física atómica, molecular y óptica (AMO) y la física de partículas de precisión. Es profesor de Física Henry B. Silsbee, director del Programa Japonés de Intercambio de Investigación de Pregrado (JUREP), codirector de la Iniciativa Cuántica de Harvard y codirector del Programa Doctoral en Ciencia e Ingeniería Cuántica de la Universidad de Harvard.
Es más conocido por su trabajo sobre enfriamiento y captura de átomos y moléculas, así como por sus contribuciones a la espectroscopia y el control cuántico de conjuntos atómicos y moleculares atrapados. El trabajo grupal de Doyle y sus colaboradores ha contribuido a la investigación en AMO (Atómica, Molecular y Óptica) y la física de partículas elementales de baja energía, con implicaciones para la elucidación de estructuras moleculares, información cuántica y exploraciones más allá del modelo estándar de la física. Es miembro del Programa Fulbright y de la Sociedad Japonesa para la Promoción de la Ciencia (JSPS).
Recibió el Premio de Investigación Alexander von Humboldt en 2003, el Premio Broida 2021 y el Premio Norman F. Ramsey 2024 de la Sociedad Estadounidense de Física (APS). En 2022, fue elegido miembro de la línea presidencial de la APS y se ha desempeñado como vicepresidente de la APS.

## Biografía

### Primeros años
Obtuvo su licenciatura en Ingeniería Eléctrica por el Instituto de Tecnología de Massachusetts (MIT) en 1986 y un doctorado en física en 1991, también del MIT. Permaneció como asociado postdoctoral de 1991 a 1993.

### Carrera
Se incorporó a la Universidad de Harvard como profesor asistente en 1993, fue ascendido a profesor asociado John L. Loeb de ciencias naturales en 1997 y fue nombrado profesor de física en 1999. Desde 2015 es profesor de Física Henry B. Silsbee en la Universidad de Harvard y desde 2019 profesor visitante en la Universidad de Okayama.
Fue codirector fundador del Centro de Átomos Ultrafríos, un Centro de Frontera de Física de la Fundación Nacional de Ciencias de 2000 a 2020 y director fundador del Centro de Óptica Cuántica de Harvard de 2010 a 2017. Desde 2006, se ha desempeñado como fundador y director del Programa de Intercambio de Investigación de Pregrado Japón-Estados Unidos (JUREP) y es codirector fundador del Programa Doctoral en Ciencia e Ingeniería Cuántica así como la Iniciativa Cuántica de Harvard.
Se desempeñó como editor invitado de un número especial de la European Physical Journal D sobre moléculas frías (2004), de ChemPhysChem sobre moléculas frías (2009), de Molecular Physics sobre manipulación de moléculas mediante campos electromagnéticos (2013), de Journal of Molecular. Espectroscopia sobre enfriamiento láser de moléculas (2021) y de una colección temática de Physical Chemistry Chemical Physics (PCCP) sobre computación cuántica y almacenamiento de información cuántica (2021).

## Investigación
Su grupo ha realizado investigaciones sobre técnicas de enfriamiento atómico y molecular, como el enfriamiento con gas amortiguador y el haz de gas amortiguador, así como el enfriamiento por láser y la captura de moléculas, incluidas las poliatómicas, a temperaturas ultrafrías. Su investigación ha involucrado la detección y espectroscopia de moléculas con láser y microondas, la investigación de colisiones atómicas y moleculares, la utilización de moléculas frías para la física de partículas (especialmente la búsqueda de física que viole CP más allá del modelo estándar a través de búsquedas EDM) y el desarrollo de nuevos plataformas de procesamiento de información cuántica que utilizan moléculas ultrafrías confinadas en trampas electromagnéticas. Además, su grupo desarrolló una nueva técnica para producir moléculas radicales polares pesadas en el régimen frío y ultrafrío para buscar nuevas partículas en el rango de masa de 10-100 TeV.

### Interacciones de moléculas frías y ciencia cuántica
Ha hecho contribuciones a la física AMO en el contexto de la ciencia cuántica. Su grupo de investigación desarrolló una técnica general para enfriar y cargar moléculas en trampas, combinando tecnología criogénica con métodos de control y enfriamiento basados en láser. El grupo ha aplicado esta técnica para atrapar moléculas diatómicas de monofluoruro de calcio (CaF) y, más recientemente, la ha extendido a moléculas poliatómicas, demostrando moléculas lineales de monohidróxido de calcio (CaOH) atrapadas y un haz de moléculas de monometóxido de calcio no lineal (CaOCH3), todo ello a temperaturas ultrafrías. En uno de sus estudios más citados, demostró una técnica de carga para la captura magnética de moléculas de monohidruro de calcio (CaH) a temperaturas de mikelvin, lograda mediante colisiones elásticas con helio criogénico que actúa como gas amortiguador frío, mientras empleaba espectroscopía Zeeman para determinar con precisión la cantidad de moléculas atrapadas y su temperatura.
En otra línea de trabajo, el y sus colaboradores demostraron la producción de condensados de helio metaestable de Bose-Einstein utilizando únicamente la carga de gas tampón en una trampa magnética combinada con enfriamiento por evaporación. Junto a Yoshihiro Takahashi y su equipo de trabajo en la Universidad de Kioto, ayudó en la producción y estudio de mezclas cuánticas degeneradas de Bose-Fermi y Fermi-Fermi de átomos de Yb y Li, logrando degeneración cuántica simultánea en mezclas compuestas de átomos alcalinos y alcalinotérreos Li e Yb. Su grupo también fue pionero en el control de colisiones en frío mediante campos electromagnéticos aplicados.

### Procesos de colisión de moléculas
Uno de los principales intereses de su investigación han sido los procesos de colisión molecular. Su investigación sobre las moléculas de imidógeno (NH) atrapadas magnéticamente y sus colisiones con los isótopos 3He y 4He proporcionó información sobre la interacción entre la estructura molecular y la transferencia de energía por colisión a bajas temperaturas. En colaboración con David Patterson y Edem Tsikata, pudo observar moléculas más grandes (>5 átomos) que se movían lentamente a temperaturas frías (<10 K), lo que proporcionó información sobre el comportamiento de moléculas más grandes en tales condiciones. Además, al combinar las técnicas de desaceleración Stark, captura magnética y enfriamiento criogénico con gas amortiguador, logró, en colaboración con Jun Ye, la primera observación experimental de colisiones frías entre dos especies diferentes de moléculas polares neutras seleccionadas por estado.

### Modelo estándar y momento dipolar eléctrico
Junto con David DeMille y Gerald Gabrielse como parte de la colaboración ACME, utilizó monóxido de torio (ThO) para medir el momento dipolar eléctrico del electrón (eEDM), logrando un límite superior de |d(e)| < 8,7 × 10-29 e·cm (90% de confianza), lo que mejora significativamente la sensibilidad e impacta las extensiones del modelo estándar en la escala multi-TeV. Posteriormente, el mismo equipo logró otra mejora de aproximadamente un factor de diez en el límite de eEDM, |d(e)| < 1,1 × 10-29 e·cm (90% de confianza). Este límite experimental mejorado en el momento dipolar eléctrico del electrón fue posible mediante el uso de un haz de gas amortiguador de moléculas frías de ThO y midiendo la precesión de espín de los electrones sometidos a un enorme campo eléctrico intramolecular. Mientras tanto, junto con sus colaboradores amplió la gama de especies similares buscadas en eEDM mediante las moléculas altamente sensibles YbOH y SrOH.

### Enfriamiento con gas tampón de radicales NH
En las décadas de 1990 y 2000, demostró el enfriamiento con gas tampón para numerosos átomos y moléculas pequeñas, incluidos VO, NH, CaF, CaH y NH3. Su trabajo colaborativo introdujo la técnica de enfriamiento con gas amortiguador y carga de átomos y moléculas en trampas magnéticas, aplicable a especies capturables a temperaturas de gas amortiguador tan bajas como 240 mK, y también mostró la carga directa y el enfriamiento de un haz térmico en un gas tampón criogénico de helio. Además, contribuyó al desarrollo de un método de enfriamiento general utilizando una novedosa técnica de gas tampón cargado con haz que podría aplicarse a una amplia gama de moléculas en un haz molecular para alcanzar temperaturas de traslación inferiores a 6 K.

### Haces de gas amortiguador
En colaboración con David DeMille, desarrolló una nueva forma de haz molecular, conocido como haz de gas amortiguador. Más tarde, él y Patterson crearon un nuevo tipo de haz molecular lento y frío, el haz de gas amortiguador criogénico hidrodinámicamente mejorado (CBGB). Esta técnica produce haces moleculares que son comparablemente fríos a las técnicas tradicionales, pero con una velocidad mucho menor en el marco del laboratorio y un brillo y flujo mucho mayores, especialmente para los radicales moleculares.

## Premios y honores
- Miembro de la Sociedad Japonesa para la Promoción de la Ciencia (JSPS) en 2010.
- Premio Herbert P. Broida de la Sociedad Estadounidense de Física en 2021[3]
- Premio Norman F. Ramsey de la Sociedad Estadounidense de Física (2024)[4]